# Vesterport
För pendeltågsstationen Vesterport, se Vesterport station.

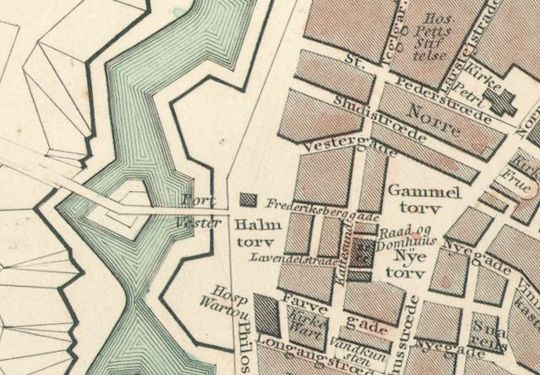
Karta över Vesterport med omgivning, 1837

Vesterport var vid sidan av Østerport, Nørreport och Amagerport en av Köpenhamns fyra stadsportar. En första version byggdes 1583 och en andra i sten av kung Frederik III 1668. Portgången i den nya porten var ca 3¾ meter bred och 4½ meter hög. Porten renoverades 1722. År 1857 revs den i samband med att befästningsvallarna tjänat ut. På platsen utanför Vesterport anlades senare Rådhuspladsen. 
Den ursprungliga porten fanns rakt ut från Vestergade. År 1667 flyttades stadsporten något söderut till ett läge mitt emot den plats där den nuvarande Frederiksbergsgade mynnar ut i Halmtorvet och Vester Voldgade. 
Mitt för stadsporten på en liten konstgjord ö fanns en ravelin. Söder om stadsporten låg Gyldenløves Bastion och norr om Schacks Bastion, vilka ingick i befästningsverket runt Köpenhamn. På bastionerna stod stubbkvarnarna Lucie Mølle respektive Store Kongens Mølle.
Vallarna runt Köpenhamn lades ned som befästningsverk på 1850-talet, varefter Vesterport revs 1857. Efter rivningen uppstod en öppning i vallen som kallades Vesterports Gab (svenska: gap). 

## Bildgalleri

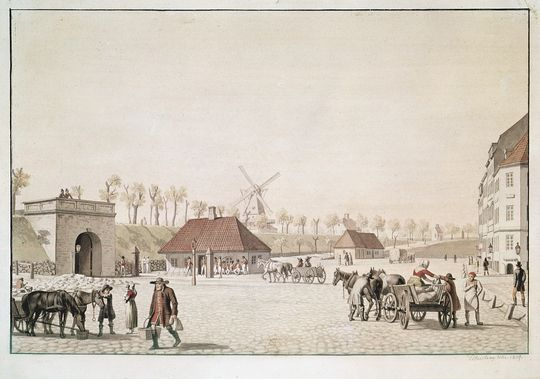
Vesterport och Halmtorvet, 1809, målning av Christoffer Wilhelm  Eckersberg
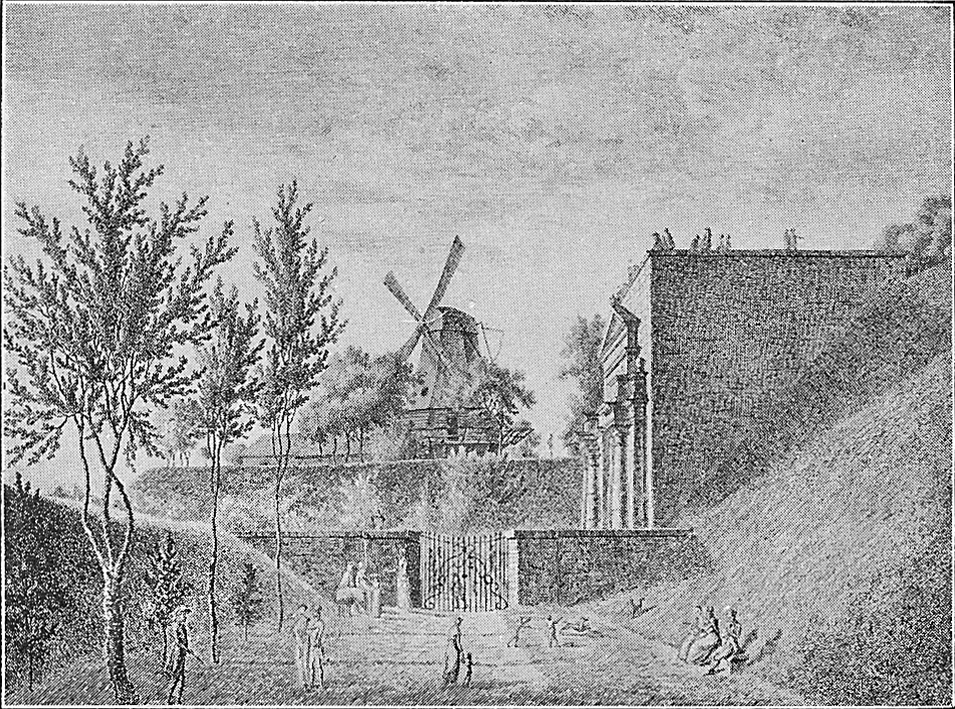
Kirsebærgangen utanför Vesterport, med Store Kongens Mølle i bakgrunden, 1839
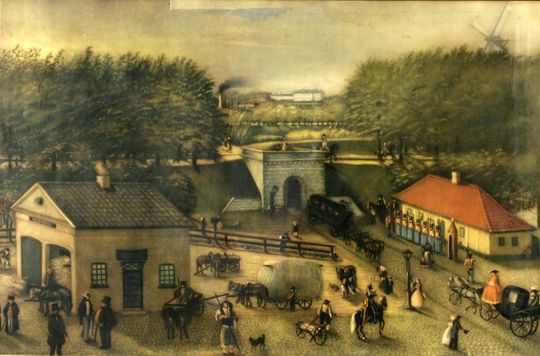
Vesterport och halmmarknaden på Halmtorvet
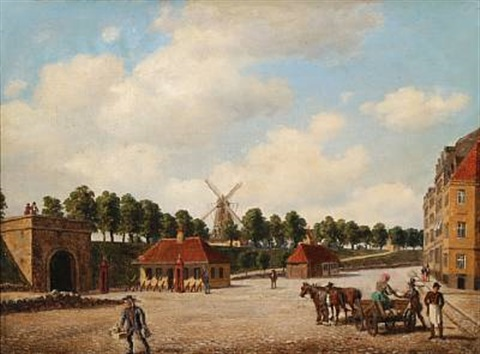
Halmtorvet och Vesterport med Store Kongens Mølle i bakgrunden
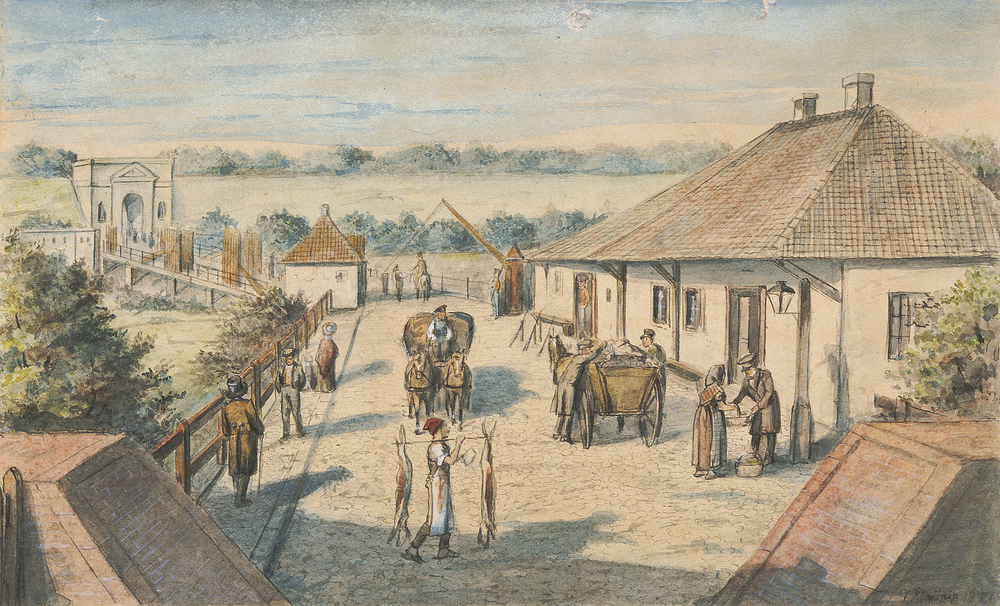
Vesterports ravelin med vakthus
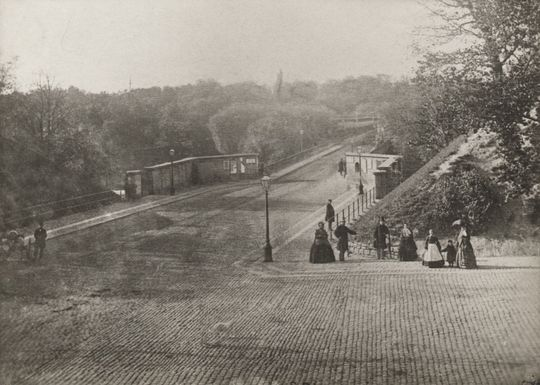
Vesterports Gab sett från Halmtorvet, efter 1857